# Crançot
Crançot és un municipi francès situat al departament del Jura i a la regió de Borgonya - Franc Comtat. L'any 2007 tenia 481 habitants.

## Demografia

### Població
El 2007 la població de fet de Crançot era de 481 persones. Hi havia 204 famílies de les quals 56 eren unipersonals (28 homes vivint sols i 28 dones vivint soles), 68 parelles sense fills, 68 parelles amb fills i 12 famílies monoparentals amb fills.
La població ha evolucionat segons el següent gràfic:
Habitants censats

### Habitatges
El 2007 hi havia 233 habitatges, 198 eren l'habitatge principal de la família, 19 eren segones residències i 16 estaven desocupats. 205 eren cases i 27 eren apartaments. Dels 198 habitatges principals, 163 estaven ocupats pels seus propietaris, 30 estaven llogats i ocupats pels llogaters i 5 estaven cedits a títol gratuït; 10 tenien dues cambres, 23 en tenien tres, 42 en tenien quatre i 123 en tenien cinc o més. 153 habitatges disposaven pel capbaix d'una plaça de pàrquing. A 77 habitatges hi havia un automòbil i a 106 n'hi havia dos o més.

### Piràmide de població
La piràmide de població per edats i sexe el 2009 era:
| Homes | Edats   | Dones |
| ----- | ------- | ----- |
| 0     | 95 o +  | 0     |
| 0     | 90 a 94 | 0     |
| 4     | 85 a 89 | 8     |
| 4     | 80 a 84 | 0     |
| 0     | 75 a 79 | 8     |
| 8     | 70 a 74 | 8     |
| 4     | 65 a 69 | 4     |
| 20    | 60 a 64 | 12    |
| 20    | 55 a 59 | 8     |
| 24    | 50 a 54 | 24    |
| 24    | 45 a 49 | 36    |
| 24    | 40 a 44 | 24    |
| 20    | 35 a 39 | 16    |
| 28    | 30 a 34 | 4     |
| 0     | 25 a 29 | 4     |
| 12    | 20 a 24 | 8     |
| 12    | 15 a 19 | 8     |
| 16    | 10 a 14 | 24    |
| 12    | 5 a 9   | 24    |
| 0     | 0 a 4   | 12    |

## Economia
El 2007 la població en edat de treballar era de 332 persones, 247 eren actives i 85 eren inactives. De les 247 persones actives 231 estaven ocupades (138 homes i 93 dones) i 16 estaven aturades (4 homes i 12 dones). De les 85 persones inactives 35 estaven jubilades, 22 estaven estudiant i 28 estaven classificades com a «altres inactius».

### Ingressos
El 2009 a Crançot hi havia 221 unitats fiscals que integraven 539 persones, la mediana anual d'ingressos fiscals per persona era de 18.258 €.

### Activitats econòmiques
Dels 26 establiments que hi havia el 2007, 1 era d'una empresa extractiva, 2 d'empreses de fabricació d'altres productes industrials, 4 d'empreses de construcció, 7 d'empreses de comerç i reparació d'automòbils, 3 d'empreses d'hostatgeria i restauració, 1 d'una empresa financera, 4 d'empreses de serveis, 2 d'entitats de l'administració pública i 2 d'empreses classificades com a «altres activitats de serveis».
Dels 10 establiments de servei als particulars que hi havia el 2009, 1 era un taller de reparació d'automòbils i de material agrícola, 1 paleta, 1 lampisteria, 1 electricista, 1 empresa de construcció, 1 perruqueria, 3 veterinaris i 1 restaurant.
L'any 2000 a Crançot hi havia 11 explotacions agrícoles que ocupaven un total de 640 hectàrees.

## Equipaments sanitaris i escolars
L'únic equipament sanitari que hi havia el 2009 era una farmàcia.
El 2009 hi havia una escola elemental integrada dins d'un grup escolar amb les comunes properes formant una escola dispersa.

## Poblacions més properes
El següent diagrama mostra les poblacions més properes.